# Ешборн
Ешборн (њем. Eschborn) град је у њемачкој савезној држави Хесен. Једно је од 12 општинских средишта округа Мајн-Таунус. Према процјени из 2010. у граду је живјело 20.732 становника. Посједује регионалну шифру (AGS) 6436003.

## Географски и демографски подаци
Ешборн се налази у савезној држави Хесен у округу Мајн-Таунус. Град се налази на надморској висини од 138 метара. Површина општине износи 12,1 km². У самом граду је, према процјени из 2010. године, живјело 20.732 становника. Просјечна густина становништва износи 1.709 становника/km².

## Међународна сарадња
| Мјесто          | Држава      | Врста сарадње | Од    |
| --------------- | ----------- | ------------- | ----- |
| Жабар           | Малта       | пријатељство  | 2001. |
| Ле Толоне       | Француска   | партнерство   | 2002. |
| Повоа де Варзим | Португалија | контакт       | 2000. |
| Монжерон        | Француска   | партнерство   | 1985. |
| Извор           |             |               |       |